# Impatiens modesta
Impatiens modesta är en balsaminväxtart som beskrevs av Robert Wight. Impatiens modesta ingår i släktet balsaminer, och familjen balsaminväxter. Inga underarter finns listade i Catalogue of Life.